# Inundación costera en la Península Ibérica

## Características del riesgo
La inundación costera se genera cuando el agua del mar aumenta lo suficiente que cubre infraestructuras y zonas bajas. Se puede producir por un desbordamiento por el sobrepaso o ruptura de un dique o duna. El alcance de inundación del nivel del mar depende esencialmente del oleaje, la marea meteorológica, la marea astronómica. Además, se ve condicionada por del aumento del nivel medio del mar y las dinámicas continentales, precipitación y caudal para caracterizar de manera más detallada este riesgo. Existe en la actualidad una creciente exposición y vulnerabilidad del litoral de la península ibérica ante los temporales costeros, debido al aumento de la población, la ocupación creciente de la franja litoral y el cada vez mayor número de actividades ubicadas en las áreas costeras.

### Impactos del riesgo
Los efectos de inundación costera influyen en la variación de la cota de inundación y en el retroceso del avance de la línea de costa, en la tasa de crecimiento de sistemas dunares y deltaicos, en la tasa de erosión y sedimentación de la costa. Además, afectar a obras marítimas pudiendo suponer importantes cambios en el rebase de las obras, tanto en las estructuras en talud como en verticales, también el incremento de la erosión y la pérdida de ecosistemas.
El riesgo que generan los temporales en las zonas costeras va asociado al tipo del uso del suelo que las caracteriza, lo que hace que para un mismo evento y dependiendo del uso (agrícola, portuario, urbano, etc.), pueda existir un elevado riesgo de catástrofe, o bien una ausencia de este.

### Implicaciones del cambio climático
Según Vousdoukas et al. 2020, considerando el peor escenario de RCP8.5, en 2100 más de la mitad de las playas del mundo habrán desaparecido. El cambio climático tendrá repercusiones en el aumento en la magnitud de las tormentas, originando un incremento en la cota de inundación asociada al aumento del nivel del mar y una mayor energía de impacto, favoreciendo la erosión de la costa.

### Afectaciones en España
Diferentes estudios ofrecidos por IH Cantabria ofrecen escenarios de posibles situaciones futuras considerando las implicacions del cambio climático basadas en datos actuales. Estos determinan el porcentaje de cambio en la cota de inundación del litoral español para el año 2040, en el que se observa un aumento aproximado al 6% para las Islas Canarias y un cambio del 2 -3 % para el litoral Mediterráneo y el Golfo de Cádiz.

## Medidas de gestión
Algunas de las medidas de gestión ofrecidas por el IPCC para mitigar el riesgo asociado a la posible subida del nivel del mar son: protecciones infraestructurales o basadas en sedimentos, adaptaciones basadas en ecosistemas, como, la conservación y/o restauración de corales y humedales, adaptaciones costeras y en casos extremos el desplazamiento de la población.
Los ecosistemas costeros (sistemas dunares, playas, acantilados y marismas, entre otros) ofrecen importantes servicios ecosistémicos, incluida la protección frente a riesgos costeros. Por ello hay que hacer hincapié en una correcta gestión del territorio, con un ordenamiento territorial adecuado a las exigencias que nos impone el cambio climático de manera a disminuir los riesgos en estos sectores.